# Ballantine, Montana
Ballantine, Montana (енгл. Ballantine) насељено је место без административног статуса у америчкој савезној држави Монтана.

## Демографија
По попису из 2010. године број становника је 320, што је 26 (-7,5%) становника мање него 2000. године.
| Група             | 2000.       | 2010.       |
| Белци             | 296 (85,5%) | 270 (84,4%) |
| Афроамериканци    | 3 (0,9%)    | 0 (0,0%)    |
| Азијати           | 1 (0,3%)    | 1 (0,3%)    |
| Хиспаноамериканци | 40 (11,6%)  | 23 (7,2%)   |
| Укупно            | 346         | 320         |